# ماسيمو برامبيللا
ماسيمو برامبيللا (بالإيطالية: Massimo Brambilla)‏ (4 مارس 1973 إيطاليا - ) هو لاعب كرة قدم إيطالي، شارك في الألعاب الأولمبية الصيفية 1996.

## روابط خارجية
- ماسيمو برامبيللا على موقع الاتحاد الدولي (مؤرشف)  (الإنجليزية)
- ماسيمو برامبيللا على موقع قاعدة بيانات كرة القدم.إي يو (الإنجليزية)
- ماسيمو برامبيللا على موقع Soccerway.com (الإنجليزية)
- ماسيمو برامبيللا على موقع عالم كرة القدم.نت (الإنجليزية)
- ماسيمو برامبيللا على موقع أوليمبيديا (الإنجليزية)